# Como un Campo de Maíz
Como un Campo de Maíz é um álbum lançado pelo cantor e compositor cubano Pablo Milanés em 25 de setembro de 2005. O álbum rendeu a Milanés um Grammy Latino de Melhor Álbum de Cantor-Compositor.

## Faixas
| N.º | Título                           | Duração |  |
| 1.  | "Yo No Sé"                       | 2:56    |  |
| 2.  | "Yo"                             | 2:43    |  |
| 3.  | "Fabelo"                         | 3:25    |  |
| 4.  | "He Sufrido Algo"                | 2:29    |  |
| 5.  | "Mi Esperanza"                   | 3:08    |  |
| 6.  | "Llévame Contigo Muerte"         | 3:17    |  |
| 7.  | "Réquiem Para un Amor"           | 2:18    |  |
| 8.  | "El Sol Ríe por Mí"              | 2:52    |  |
| 9.  | "Sonidos del Alma"               | 2:25    |  |
| 10. | "Como un Campo de Maíz"          | 3:12    |  |
| 11. | "Yo No Sé"                       | 2:43    |  |
| 12. | "Para Mi Corazón Basta Tu Pecho" | 2:52    |  |